# Salentia anancitis
Salentia anancitis är en tvåvingeart som först beskrevs av Seguy 1941.  Salentia anancitis ingår i släktet Salentia och familjen stilettflugor.
Artens utbredningsområde är Marocko. Inga underarter finns listade i Catalogue of Life.